# فرانكي غاي
فرانكي غاي (بالإنجليزية: Frankie Gaye)‏ هو فنان موسيقي ‏ أمريكي، ولد في 15 نوفمبر 1941 في واشنطن العاصمة في الولايات المتحدة، وتوفي في 30 ديسمبر 2001 في لوس أنجلوس في الولايات المتحدة بسبب نوبة قلبية.

## وصلات خارجية
- فرانكي غاي على موقع IMDb (الإنجليزية)
- فرانكي غاي على موقع ميوزك برينز (الإنجليزية)
- فرانكي غاي على موقع أول ميوزيك (الإنجليزية)
- فرانكي غاي على موقع ديسكوغز (الإنجليزية)